# 니노 템포
니노 템포(Nino Tempo, 1935년 1월 6일~2025년 4월 10일)는 미국의 싱어송라이터, 가수, 영화배우이다.

## 출연

### 영화
- The girl can't help it (1956년)
- 글렌 밀러 스토리 (1954년) - 윌버 슈왈츠 역
- 레드 포니 (1949년)
- 조지 화이트의 스캔달 (1945년)